# La Demoiselle d'honneur
La Demoiselle d'honneur és una pel·lícula franco-alemanya dirigida per Claude Chabrol i estrenada el 2004.

## Argument
Philippe Tardieu és un quadre comercial en una empresa de la construcció; viu amb la seva mare, vídua, i les seves dues germanes en un pavelló dels afores de Nantes. Al començament de la pel·lícula es veu breument el relat de la desaparició d'una noia. Llavors Christine, la mare, presenta als seus tres fills un eventual futur marit, a qui ofereix una estàtua de Flore. Aquesta estàtua interpretarà el paper del McGuffin de les pel·lícules d'Alfred Hitchcock. Philippe descobreix ràpidament que Gérard no mereix l'amor de la seva mare.
Al matrimoni de la seva germana, Philippe coneix Senta, una de les senyoretes d'honor i cosina del nuvi. Senta no sembla una noia com les altres. El sensat i càndid Philippe s'inflama d'una passió devoradora, fins al punt que es comença a deixar arrossegar en jocs equívocs.
Intercanvien confidències, es confien l'un a l'altre. Però Senta és una dona fatal, que espremerà les marques d'una passió total i exigent, adoptant una conducta de vegades incomprensible tot fent sorgir, amb les converses amb Philippe, una biografia tan rica com improbable.
Diu Senta la veritat quan pretén que la seva mare, islandesa, va morir en el part, que feia teatre, posava a fotos, feia strip-tease i va viure a Nova York ? La pel·lícula ens fa descobrir que no tot és fals, però que el perill és més gran en la veritat que en la mentida.

## Comentari
Es pot fàcilment associar amb La Cérémonie (1995), del mateix autor i treta també d'una novel·la de Ruth Rendell i amb 37°2 le matin (1986) de Jean-Jacques Beineix que descriu ells també un balanceig inexorable de l'estrany cap el patològic.
Aquesta pel·lícula agafa amb pinces, com sempre amb Chabrol, les petiteses de la burgesia, però aquesta vegada és gairebé amb tendresa que observa aquesta societat nantesa.
El tema principal és la dificultat de distingir la veritat de la mentida. Es troba una semblança evident amb l'última pel·lícula d'Éric Rohmer (autor, el 1957, amb Chabrol d'una obra sobre Alfred Hitchcock). Com a Triple agent, l'estatus del fals i del verdader és interrogat al cor de la parella.

## Repartiment
- Benoît Magimel: Philippe Tardieu
- Laura Smet: Senta
- Aurore Clément: Christine
- Bernard Le Coq: Gérard
- Solène Bouton: Sophie
- Michel Duchaussoy: el vagabund
- Suzanne Flon: Crespin
- Eric Seigne
- Pierre-François Dumeniaud
- Anna Mihalcea
- Philippe Duclos
- Thomas Chabrol
- Isild Barth